# Münchs
Münchs ist ein Gemeindeteil der Stadt Betzenstein im Landkreis Bayreuth (Oberfranken, Bayern). Münchs liegt in der Gemarkung Stierberg.

## Geografie
Der Weiler liegt in der Nördlichen Frankenalb und befindet sich etwa drei Kilometer ostsüdöstlich des Ortszentrums von Betzenstein auf einer Höhe von 512 m ü. NHN.

## Geschichte
Der Ort wurde 1365 oder etwas früher als „Mings“ erstmals urkundlich erwähnt. Dem Ortsnamen liegt der Familienname Münch zugrunde.
Durch die zu Beginn des 19. Jahrhunderts im Königreich Bayern durchgeführten Verwaltungsreformen wurde der Ort zu einem Bestandteil der Ruralgemeinde Stierberg. Im Zuge der kommunalen Gebietsreform in Bayern wurde Münchs zusammen mit der gesamten Gemeinde Stierberg am 1. Januar 1972 in die Stadt Betzenstein eingegliedert.

## Verkehr
Die Anbindung an das öffentliche Straßenverkehrsnetz wird durch eine Gemeindeverbindungsstraße hergestellt, die von der Bundesstraße 2 her kommend den Ort durchläuft und ostwärts nach Stierberg weiterführt. Eine Zufahrt auf die Bundesautobahn 9 ist an der etwa sieben Kilometer ostsüdöstlich der Ortschaft gelegenen Anschlussstelle Plech möglich.